# Зазеркалье (фильм)
Зазеркалье (с кор. — «거울 속으로») — южнокорейский фильм ужасов о сверхъестественном, является дебютной режиссёрской работой Сон Хо Кима.

## Сюжет
Детектив Ву Янг-мин покидает ряды полиции после гибели своего коллеги Ена Хо. Трагедия произошла  в результате ошибки, допущенной во время освобождения заложников. Детектив уносит с собой чувство вины и ответственности за трагедию. Бывший полицейский пытается найти работу в службе безопасности в частном охранном предприятии. Ву Янг-мин назначен сторожем магазина «Дреампир», владельцем которого является его дядя Джеон Сун Ира. Здание было восстановлено после пожара, в результате которого погибли несколько человек. «Дреампир» вновь открывается на фоне протестов родственников жертв, которые ждут компенсации за убытки.
В магазине происходит несколько ужасных смертей, которые выглядят как самоубийства, но единственное, что их объединяет, — зеркала. Ву решает провести частное расследование, в то время как официальное было поручено детективу Ха Хюн-Су, бывшему напарнику Ву. В отличие от Ву, он продолжает винить последнего в смерти Ен Хо.
По мере расследования открываются различные тайны о прошлом пожаре. Душевнобольная сестра одной из погибших в пожаре утверждает, что погибшая всё ещё обитает в зеркалах. По мере расследования Хюн-Су обвиняет в гибели сотрудников сначала душевнобольную, потом — Ву. Однако в своём расследовании Ву узнаёт, что женщина, чей призрак убивает сотрудников, вовсе не погибла во время пожара. Её убил директор богатой корпорации за то, что она грозила сообщить о его финансовых махинациях. Ву и душевнобольная находят тело несчастной, замурованное за одним из зеркал. Прибывает директор корпорации и вступает в борьбу с Ву. Он смертельно ранит его из пистолета, в результате чего Ву падает сквозь разбитое зеркало. Там он встречает своего двойника и, застрелив его, возвращается в реальный мир. Ву, прибывший на помощь Хюн-Су, призрак убитой и её сестра вступают в противостояние с директором, в результате чего на него падает зеркало.
Ву увозят в больницу. Когда его выписывают, он замечает, что якобы расписался на своей медицинской карте наоборот. Выйдя на улицу, он видит, что мир для него теперь — зеркальное отражение. Подойдя к ближайшему зеркалу, он не видит в нём себя.

## Награды
- Кинофестиваль в Жерармере — награда (2005)[2]

## Ремейк
В 2008 году американский режиссёр Александр Ажа снял ремейк картины, который называется «Зеркала».